# Margriet Talpe
 Margriet Kaesteker-Talpe (Roeselare, 17 juli 1950 – Waasmunster, 22 mei 2012) was een Belgische onderneemster en mede-oprichtster van de winkelketen e5 mode, dat kleding voor volwassenen verkoopt van meerdere merkkledijfabrikanten.
Net als haar neef en acteur Louis Talpe werd zij geboren binnen een familie van ondernemers, actief in een andere sector. Haar grootvader Aimé Talpe (1880-1964) was in 1907 de oprichter van Aurora, het latere groentenconservenbedrijf Star. Deze laatste woonde lange tijd in het centrum van Kortemark is een statig herenhuis, thans het gemeentehuis.

## Winkelketen
De eerste winkelruimte werd geopend in 1979 in Sint-Denijs-Westrem nabij de afrit van de E40, toen nog E5 genoemd. Bij haar overlijden telde e5 mode een 70-tal winkels met 485 medewerkers, die meestal gevestigd zijn langs invalswegen van kleine tot middelgrote steden in België. De winkels hebben telkens een oppervlakte van 600 tot 1.000 m² en beschikken over parkeergelegenheid.
Margriet Talpe bepaalde de lijn van de collecties en de inrichting van de winkels. Zij was ook voorzitster en bezielster van het project MBIF (Mongolian Belgian Investment Fund), ten bate van ontwikkelingsprojecten in Mongolië.
Zij was tevens bestuurder bij Shopinvest nv, de holding boven e5 mode. Die via zijn filialen participeert in de textielsector en aanverwante bedrijven. De filiaal De Vleterbeek investeert in verkoopsruimten, ook van derden. Haar echtgenoot Etienne Kaesteker is de voorzitter van Shopinvest.